# Antiblemma pyralicolor
Antiblemma pyralicolor là một loài bướm đêm trong họ Erebidae.